# Seurujärvi
Seurujärvi är en sjö i Finland. Den ligger i kommunen Kittilä i landskapet Lappland, i den norra delen av landet, 900 km norr om huvudstaden Helsingfors. Seurujärvi ligger 266,6 meter över havet. Arean är 30,8 hektar och strandlinjen är 7,26 kilometer lång. Sjön  ingår i Kemi älvs huvudavrinningsområde. 